# Wodao
Il Wodao (倭刀S, lett. "sciabola giapponese") fu una delle molte varianti della sciabola cinese (dao) sviluppatesi sotto la Dinastia Ming (1368-1644) e rimasta in uso sotto la Dinastia Qing (1644-1912). È tipicamente lungo e snello, ma pesante, con un dorso ricurvo e una lama affilata. Ha una forte somiglianza con la spada Tang, zhanmadao, Tachi o Odachi nella forma. Gli esempi esistenti hanno impugnatura di circa 25,5 cm e lama leggermente curva di 80 cm.
La parola cinese "wo" significa letteralmente "giapponese", quindi "wodao" significa letteralmente "spada giapponese". Il termine "wodao" a volte si riferisce alle spade giapponesi, ma si riferisce principalmente a spade simili sviluppate in Cina con riferimento alle spade giapponesi. Il wodao cinese è stato sviluppato sulla base della spada giapponese usata dai pirati Wokou, un gruppo misto di giapponesi e cinesi che hanno ripetutamente saccheggiato la costa cinese. Qi Jiguang (1528-1588), un generale della dinastia Ming, studiò le tattiche dei wokou e le loro armi per sconfiggerli: nel suo libro militare, Jixiao Xinshu, descrisse, tra le altre cose, l'uso del wodao ed introdusse l'uso del wodao tra le sue truppe. Un altro generale, Li Chengxun, nella sua edizione riveduta di Jixiao Xinshu del 1588, citò il generale Qi dicendo che la spada lunga (che si crede si riferisse al ōdachi e al tachi) fu introdotta nella Cina dei Ming durante l'invasione wokou.
Si ritiene che l'uso del wodao nelle arti marziali cinesi sia una combinazione di stili di combattimento con la spada giapponesi medievali e tecniche tradizionali cinesi riguardanti l'uso di armi a due mani. Il termine "wodao" era ancora in uso in Cina fino alla dinastia Qing, come evidenziato in vari romanzi cinesi dell'epoca.
Nel 1921, il signore della guerra cinese Cao Kun creò un ramo nel suo esercito specializzato nell'uso di lame a due mani a un solo taglio e lo chiamò il ramo Miaodao. Da allora Miaodao divenne il nome di questa forma di lama cinese a due mani a taglio singolo e il termine wodao è ora usato raramente. L'arte di impugnare il Miaodao può essere fatta risalire al lignaggio di Jixiao Xinshu.